# Pinicola
Genre
Le genre Pinicola comprend une seule espèce de passereaux nommée durbec et appartenant à la famille des Fringillidae.

## Taxinomie
L'étude phylogénique de Zuccon et al. (2012) montre que Durbec à tête rouge (anciennement P. subhimachala) est proche des espèces du genre Carpodacus, et pas du tout proche du Durbec des sapins.

### Liste des espèces
D'après la classification de référence (version 3.3, 2013) du Congrès ornithologique international (ordre phylogénique) :
- Pinicola enucleator – Durbec des sapins

D'après la classification de référence (version 2.2, 2009) du Congrès ornithologique international (ordre phylogénique) :
- Pinicola enucleator – Durbec des sapins
- Pinicola subhimachala – Durbec à tête rouge